# Anton Heinrich Mollenbeck
Anton Heinrich Mollenbeck (auch Anton Heinrich Mollenbec; * 14. März 1622 in Rinteln; † 29. Oktober 1693 in Gießen) war ein deutscher Rechtswissenschaftler und Hochschullehrer.

## Leben
Mollenbeck war Sohn des Rechtsgelehrten Johannes Mollenbeck. Er besuchte die Gymnasien von Herford und Braunschweig. Er studierte zunächst bis mindestens 1644 an der Universität Rinteln Rechte, bevor er an die Universität Rostock kam. Anschließend ging er zum Studium des kanonischen Rechts sowie des deutschen Staatsrechts an die Universität Köln. Um 1648 war er für ein Jahr an der Universität Groningen. Über Amsterdam, die Universitäten Leyden, Utrecht und Franeker kehrte er nach Rinteln zurück. Dort setzte er sein Studium fort, gab zugleich erste Vorlesungen.
Mollenbeck erlangte mit der Disputatio Inauguralis, Exhibens Synopticam Delineationem Successionis Feudalis am 10. Februar 1650 in Rinteln den Grad eines Lic. iur., allerdings nicht die gewünschte Professur. Daher wurde er noch 1650 Stadtsyndikus seiner Heimatstadt. Am 15. Juni 1653 wurde er von der Hochschule in Rinteln zum Doktor der Rechte promoviert. Im August 1669 wurde er schließlich als ordentlicher Professor der Rechte an die Universität Gießen berufen.
Die Rechtsgelehrten Bernhard Ludwig Mollenbeck und Johann Heinrich Mollenbeck waren seine Söhne.

## Werke (Auswahl)
- Radices & Primordia Iurisprudentiae seu divisionum iuridicarum centuriae tres: iuxta seriem Pandectarum dispositae, in quibus pro angusta Tironum memoria, Selectiores universi iuris materiae ... et in Academia Hasso-Schaumburgica ... ad disputandum proponuntur, Wyngaerden, Heidelberg 1663.
- De servititibus praedialibus, Karger, Gießen 1672.
- Discursus Legalis Ad difficilem & intricatam L. Barbarius Philippus 3. ff. de Off. Praetor, Karger, Gießen 1675.